# Supersonische snelheid

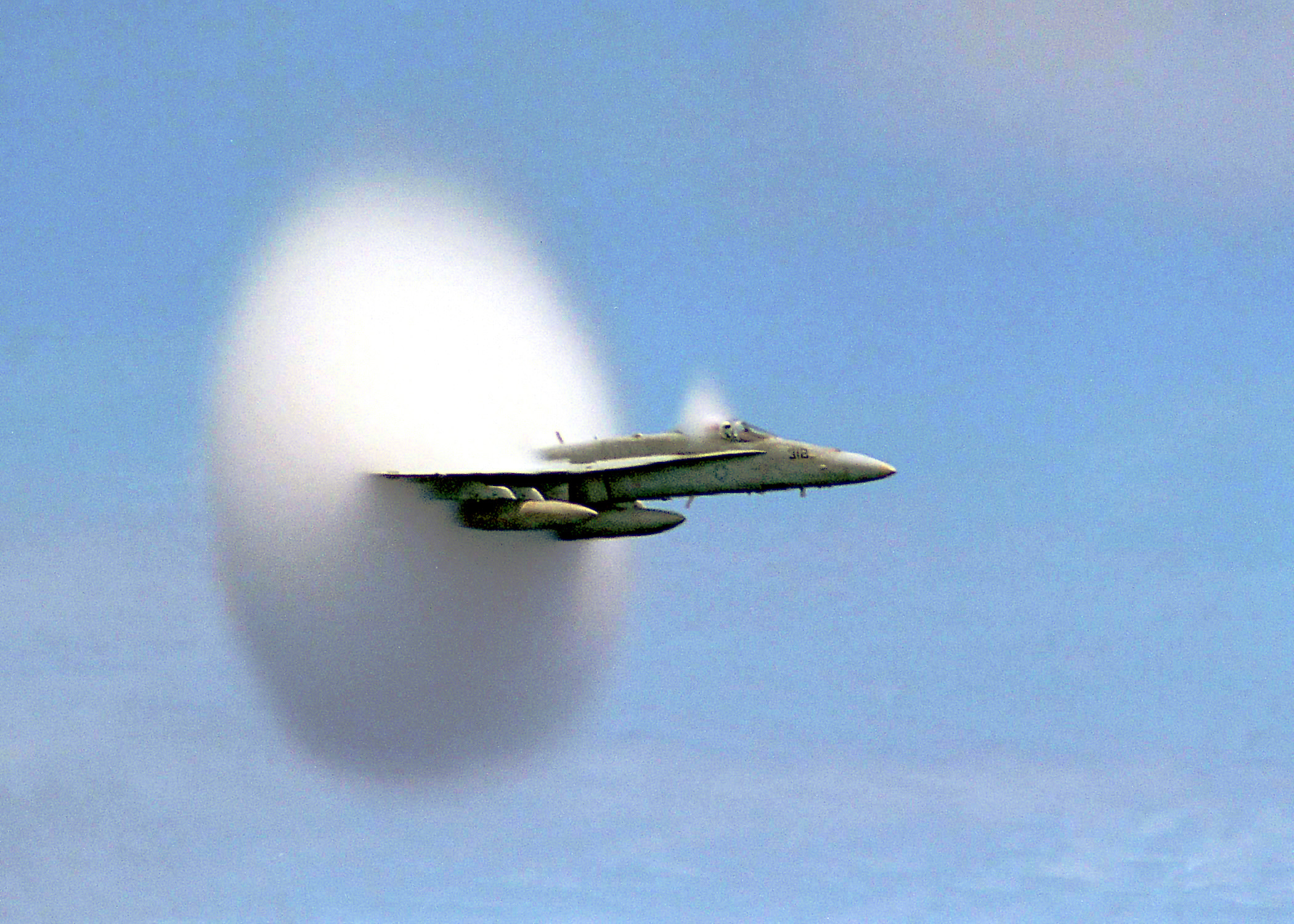
F-18 Hornet met transsonische snelheid. De kegelvormige wolk ontstaat door condensatie van waterdruppeltjes in de zone van lagere druk en temperatuur achter de vleugel.

Supersonische snelheid is een hogere snelheid dan die waarmee geluid zich voortplant in het medium waarin bewogen wordt. De geluidssnelheid is afhankelijk van de hoogte en de temperatuur. Voor lucht met een temperatuur van 0 °C is de geluidssnelheid ca. 330 m/s (1188 km/h) op zeeniveau. Per definitie is de geluidssnelheid mach 1 (zie ook: machgetal). Een voorwerp dat zich met een snelheid hoger dan mach 1 verplaatst heeft een supersonische snelheid. Voorwerpen die zich rondom de geluidssnelheid bewegen worden transsonisch genoemd.

## Schokgolven
Wanneer een voorwerp (bijvoorbeeld een vliegtuig of een kogel) zich met supersonische snelheid door een medium beweegt ontstaan schokgolven, een front van samengeperst medium. Het passeren van zo'n front is waarneembaar: men hoort een als een donderslag klinkende knal. Dit geluidseffect wordt supersone knal (Engels: sonic boom) genoemd. Het kan optreden bij het doorbreken van de geluidsbarrière, op het moment van het overschrijden van de geluidssnelheid, maar ook bij ieder met supersonische snelheid langsvliegend voorwerp.
Supersonische vliegtuigen zijn zodanig geconstrueerd dat het vliegtuig zelf niet beschadigd raakt of instabiel wordt door de schokgolven en de daarmee gepaard gaande turbulentie. Vooral de vorm van de vleugels en het staartstuk zijn bij deze vliegtuigen aangepast(zo moeten de vleugels in een scherpe hoek naar achteren staan, in plaats van min of meer haaks op de romp).
Deze nieuwe vormen werden voor het eerst toegepast in de jaren 1950.

## Varia
Indien een voorwerp zich voortbeweegt met mach 1 staat de lijn die de breekpunten van de luchtlagen verbindt loodrecht op de snelheidsvector. Hoe meer de snelheid toeneemt, hoe kleiner de hoek wordt tussen de snelheidsvector en de lijn die de breekpunten verbindt (m.a.w. de schokgolf krijgt een scherpere punt).
Een vliegtuig dat op geringe hoogte sneller dan het geluid vliegt, kan door de kracht van de supersone knal op de grond een spoor van vernieling veroorzaken, in de vorm van gesprongen ruiten en zwaardere schade aan bouwwerken.
De eerste doorbreking van de geluidssnelheid is gerealiseerd door de Amerikaanse legerpiloot Charles Chuck Yeager in een Bell X-1-vliegtuig met een raketmotor. De Duitse piloot Hans Guido Mutke beweerde evenwel de eerste persoon te zijn geweest om door de geluidsbarrière te breken op 9 april 1945, in een Me 262.
Er zijn geen supersonische passagiersvliegtuigen in gebruik. De enige supersonische passagiersvliegtuigen die in gebruik zijn geweest zijn de Concorde en de Tupolev Tu-144.
Ook het klappen van een zweep wordt veroorzaakt door een supersonische snelheid.
De hoogste snelheid van mach 8,5 is verkregen met een overdekte proefopstelling met spoorstaven, waarbij de lucht vervangen is door helium.
|  |  |  |